# Галичский клад

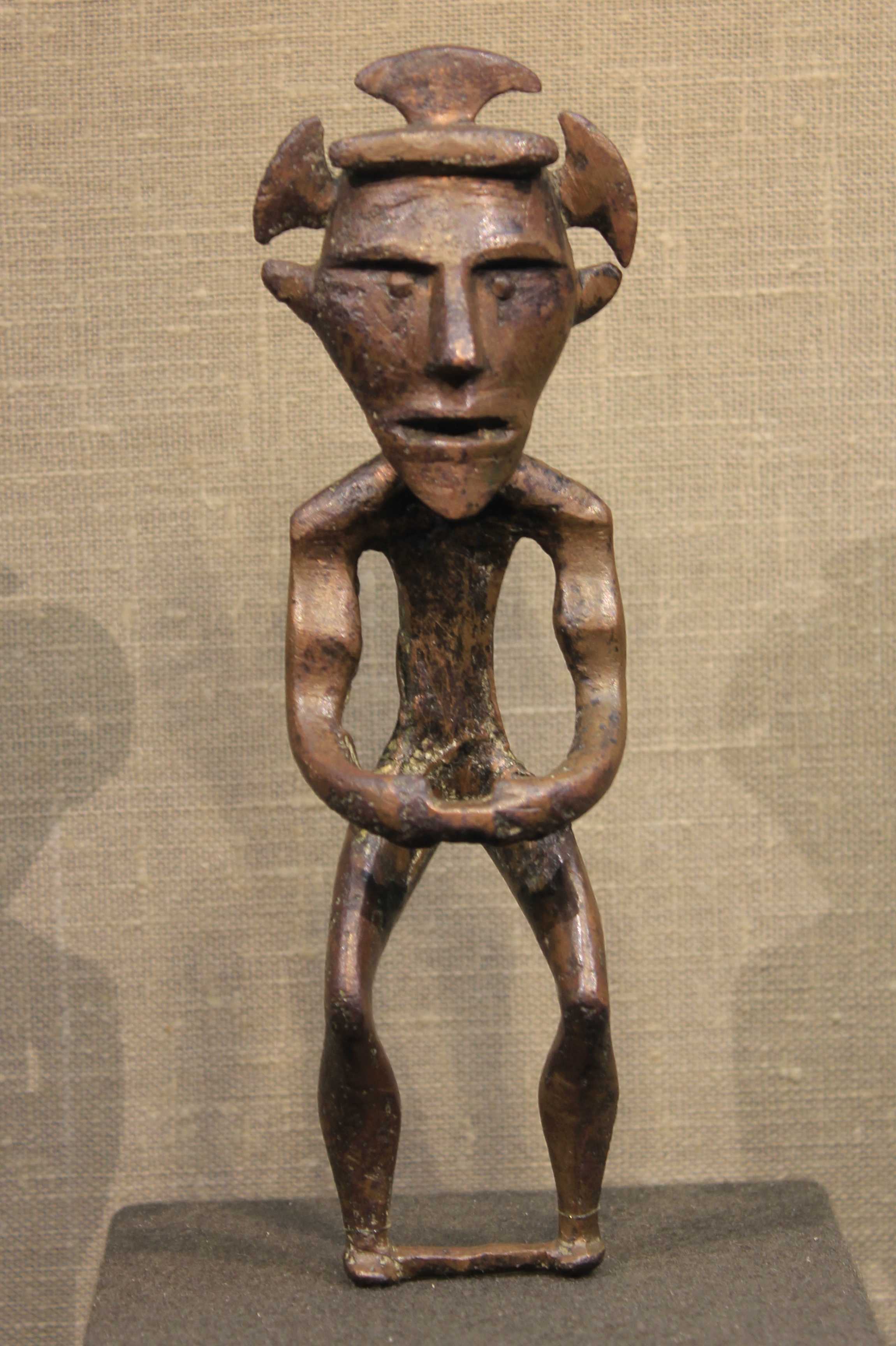
Идол из Галичского клада

Галичский клад — комплекс медных предметов, предположительно культового назначения,  найденных в 1836 году в селе Туровском близ города Галича. В состав клада входили медные статуэтки мужчин («солнечное божество» и «лунное божество»), фигурки ящериц, браслеты, топор, кинжал, ножи. Относится к позднему бронзовому веку (II тыс. до н.э.) и связывается с сейминско-турбинским феноменом.
Содержал не менее 56 предметов. В настоящее время 1 предмет («солнечное божество») хранится в собрании Эрмитажа (в основной экспозиции не представлен), 8 предметов - в Государственном историческом музее (экспозиция зала 4), 21 предмет - в экспозиции Музея истории Костромского края, остальные предметы утеряны. 

## Из пояснительной записки епископаПавла (Подлипского)
Сего 1836 года Июня 22 дня, по случаю обозрения мною Костромской Епархии, бывши в селе Туровском, что близь города Галича, в доме Г-жи Натальи Ивановны Челеевой, получил от ея племянника Дмитрия Сергеевича Бестужева несколько металлических вещей, весьма любопытных, потому что напоминают собой языческий быт предков наших. Г. Безстужев сказывал, что сии вещи найдены осенью прошлаго 1835 года в берегу речки Лыкшинки, протекающей под высокою горою, на коей стоит село Туровское, крестьянами их копавшими землю для плотины; и что по оплошности довольно сих вещей побросано ими в речку, а из уцелевших также довольно отправлено им в Москву к родственникам своим, и особенно все старинныя монеты. Подаренныя мне Г. Безстужевым вещи следующия:
- Небольшой языческий идол, вылитый из красной меди,
- Медный нож, довольно изоржавевший, вероятно жреческий,
- Небольшое медное животное,
- Медная голова небольшаго идола,
- Значительной величины медное кольцо,
- Небольшая медная вещица,
- Несколько серебряных вещиц также разнаго вида,
- Два небольшия черепа глинянаго горшка, в котором находились означенныя вещи.

(Рисунки приложены будут в следующей книжке).
Не благоугодно ли будет вам означенныя любопытныя вещи принять, и представить в Общество Истории и Древностей Российских; - при сем еще, и для того же, прилагаю любопытный печатный отрывок из Новаго Завета, печатанный при Государе Петре Первом на Славянском и Голландском языках, и еще несколько разных монет.

С совершенным почитанием и преданностию честь имею быть и проч.Павел, Епископ Черниговский. Москва. 2 ноября 1836 года